# Ситківці (Тетіївський район)
Ситківці — колишнє село в Тетіївському районі Київської області.

## Короткі відомості
Перша згадка про село Ситківці значиться в родословній книзі Ірини Четвертинської в середині 15-го століття, як про велике вже козацьке поселення понад річкою недалеко від сторожової вежі, мабуть, де сучасний Бардичів (куток села) чи де середній пагорб над ставком Камінським у селі Ситківці.
Двадцять сім років (1672—1699) панувало на наших землях створене турками Сарматське князівство[джерело?]. Це з тих часів залишилися в нашому краї назви Турський ліс, Турецький Вал.
Перша згадка про церкву села Ситківці--Свято Покровсську — датується 1740 роком. Вона була дерев'яна, 7-го класу, землі 35 десятин.
Навчальний заклад у селі було відкрито в 1860 році, де першим учителем і наставником був священик Березницький Кирило Федорович.

     Ще в часи Київської Русі князі, збагнувши, що «великою є користь від навчання книжного», стали засновувати перші навчальні заклади: спочатку на Київщині, а згодом і по всій державі. За кількістю початкових шкіл і рівнем грамотності населення тогочасна Україна перевершувала Європу. Мандрівники Гійом де Боплан, П’єр Шевальє, Проспер Меріме, Жан–Денуа Шерер на початку 17–го століття зазначали майже суцільну грамотність чоловіків і навіть жінок у селах.
   За свідченням сирійського архідиякона–мандрівника Павла Алеппського,ще 1652 року в Україні, незважаючи на безперервні війни, спустошливі татарські набіги та жорстокий режим Польщі, грамоту знали навіть сільські діти та жінки; активно діяли парафіяльні школи, колегіуми, академія(перший у Східній Європі університет!), тоді як у Московії не було ще жодної середньої школи. Переписи 1740–1748рр. свідчать, що в семи полках Гетьманщини було більше тисячі шкіл, і майже всі з них –із викладанням тодішньою українською мовою. За кількістю середніх шкіл Україна поступалася Європі. В чому Україна значно випереджала Західну Європу, так це в організації навчання. Ось що пише в своєму щоденнику про Україну, її освіту і культуру архідиякон, письменник, мандрівник з міста Алеппо (Халеб,Сирія) Павло Алеппський, подорожуючи по Україні в 1654 році: «Починаючи з цього міста (Рашкова на Дністрі) і по всій землі руських, тобто козаків, ми помітили прекрасну рису, що дуже здивувала нас! Усі вони, крім небагатьох, навіть більшість їхніх жінок і дочок, уміють читати і знають порядок церковних служб і церковні співи; крім того, священики навчають сиріт і не лишають їх блукати по вулицях неуками… Кожне місто має, може, до 40,50 і більше тисяч душ, але дітей більше, ніж трави, і всі вміють читати, навіть сироти. Вдів і сиріт у цій країні сила: чоловіки їхні були вбиті в безперервних війнах. Але в них хороший звичай: вони одружують своїх дітей молодими, і тому вони численніші за зорі небесні. В козацькому краю в кожнім місті та кожному селі побудовані дома для бідних і сиріт. Хто туди заходить, дає їм милостиню,–не так, як у молдавськім або волоськім краю, де вони юрбою ходять по церквах і не дають людям молитися. Тут же вони стоять од початку і до кінця служби незворушно, немов камінні, безупинно доземно кланяються й усі гуртом, ніби з єдиних уст, співають молитви, і найдивовижніше, що в усьому цьому беруть участь і маленькі діти. О Боже,Боже! Як довго тривають у них молитви, співи й сама Літургія! Та ніщо так не дивувало нас, як врода маленьких хлопчиків і їхній спів, що линув із самого серця, у гармонії зі старшими. Черниці…уміють читати, обізнані з філософією, логікою, захоплюються творчістю. Ми були в захваті від чистоти голосів і співу, особливо ж дів, як дорослих, так і малолітних…Ми завважили в цьому благословенному народі багато побожності, богобоязливості…О, яка це благословенна країна!... Який це благословенний народ!»
    Як свідчать історичні записи, шведський король Карл 12–й, вперше потрапивши в Україну, був щиро вражений високим рівнем культури місцевих жителів. Він відзначив красу народних традицій, естетику побуту українців, уклад життя загалом, а надто його вразило те, що українці люблять вчитися. Особливе здивування короля викликали жінки: майже кожна з них уміла читати й писати, що було дивиною для того часу. Захід вбачав основне завдання жінки у родинних та домашніх клопотах. Українки ж виявляли бажання пізнавати світ, і в цьому їх підтримували чоловіки…
       На жаль, про той рівень української культури мало де згадується. Історикам, що «родом» з Радянського Союзу, невигідно було показувати, якими наші предки були культурними й освіченими,–аби падав рівень самооцінки нашого народу, прищеплювалася думка про меншовартість…
     Зрозуміло, що в згадані історичні часи і, звісно, й набагато раніше, українці шанували книгу, ставилися до неї з особливим пієтетом. Багато разів протягом історії–ще від лютої навали «першого великороса» Андрія Боголюбського– різні орди руйнували храми нашої землі й наших душ, але відлік глобальної руйнації розпочався з горезвісної козацької ради, що відбулася 8 січня 1654 року в місті Переяславі. Переяславська рада стала, за словами славетного мовознавця Юрія Шевельова, початком великої трагедії для мови, церкви, освіти, культури нашого народу. Починаючи з династії Романових і закінчуючи Д.Табачником (1645–2014рр.), було видано багато указів та інших документів для знищення освіти і культури в Україні. «Москва наступає безбожно…усе вогнем і мечем розоряють, церкви Божі палять і монастирі: священиків, ченців і черниць–усіх під меч без жодного милосердя… панам, добрим дівицям і попадям наругу чинять, груди ріжуть, не шкодують навіть малих дітей, виколупують очі на іконах» (з листа героя Конотопської битви, ніжинського полковника Григорія Гуленицького до ніжинського сотника Григорія Кобилецького 10.11.1658р.).
       У листі, врученому духовенством гетьману Самойловичу, пишеться: «…раніше священики й протопопи жили там по всьому київському праву і звичаю… тепер же збільшилися данини, розвинулося хабарництво: з духовенством поводяться по–грубіянському: духовних б’ють, підвішують. Коли б священик з причини вбогості данини не дав… то священика на правежі затинають по литках палицею і вільно попа без жодного респекту пекти і обвісити. Книги наші нищать, а московські насилають, церковний спів наш і читання касують, а московські заводять… Все це давнім нашим духовним вольностям противне».
      З 1656 року до 1917 року в Україні  не було жодної українськомовної школи. В умовах Української національної революції (1917-1920рр.) зроблено суттєвий крок у відродженні української освіти. Відлучення українського народу в умовах самодержавства від рідної мови, літератури, історії, позбавлення  його  можливостей  отримувати  національну осіту відобразилося і на рівні грамотності населення. Під впливом  вимог Центральної Ради земства, селянські спілки, кооперативні організації, «Просвіти» посилили увагу до розвитку освіти.український кооперативний з’їзд, що проходив  у Києві 14-15 березня 1917 року,заявив, що «українська мова повинна бути введена негайно в школі, суді, у всіх громадських і урядових інституціях». З’їзд закликав «священиків однині проводити проповіді на українській мові».
     Таращанська міська дума у грудні 1917 року на засіданні прийняла ряд постанов з питань організації освіти у місті і повіті: про відкриття і фінансування 4-х класної міської жіночої гімназії і реального училища, щорічне підвищення на п’ять відсотків стипендії учням приходських училищ, асигнування коштів для вищих початкових шкіл, чотирьох міських приходських училищ та зарплатні вчителям. Владні структури Таращанського повіту планували відкрити у Таращі учительську семінарію, вищі початкові школи у містечку Тетієві і селі Ненадиха.
    9 березня 1917 року вперше в школах вільно відзначалися роковини смерті Тараса Григоровича Шевченка. У храмах відбулися панахиди, на яких йшлося про життя Шевченка та його значення як борця за волю українського народу. Після панахиди кожна школа влаштовувала у себе свято. Діти в національному вбранні декламували вірші Кобзаря та виконували пісні «Зоре моя вечірняя», «Реве та стогне Дніпр широкий», «Ой із-за гори».
   Центральна Рада звернулася до українського учительства із закликом поборювати русифікацію, «рішуче домагатися права на заведення рідної мови у всіх школах, від нижчої до вищої».
     У жовтні 1917 року генеральний секретар освіти І. Стешенко звернувся до всіх педагогів-українців, що мешкали поза Україною, з проханням повернутися до рідної землі для роботи в українських гімназіях та вищій школі з метою налагодження викладання українознавства.
    Другий Всеукраїнський учительський з’їзд у серпні 1917 року зібрав 600 учителів з усієї України. З’їзд ухвалив: « кожна дитина на Україні зобов’язана навчатися і виховуватися на українській мові. Дитину не тільки вчити грамоти, але й знайомити її з рідним краєм, його історією».
     Генеральний секретаріат, Гетьманат, Директорія стояла на позиціях відродження національної освіти в Україні,проте реалізувати свої наміри в силу обставин не встигли.
      Захопивши владу, більшовицьке  керівництво підпорядкувало своїй політиці друковану продукцію, запроваджувався офіційними властями контроль над  навчальною літературою. Перебуваючи при владі, вони заявили про використання української мови в навчанні. Однак запроваджували цензуру над змістом навчання та навчальної літератури, висловлювали недовіру вчителям, обмежували та згортали  діяльність «Просвіти».
    Отже, більшовицька влада запровадила свій контроль за навчальною літературою,за діяльністю вчителів, при цьому дозволяючи використовувати українську мову у навчанні. Такою політикою, як зазначав Ісак Прохорович Мазепа, більшовики прямували до того, щоб «перетворити українську мову в знаряддя комуністичної освіти працюючих мас».  
    Особливо активно проти української мови виступали учителі-великороси, судові інстанції. Ворожу позицію щодо українізації зайняла частина російського православного духовенства. На зборах парафіян з приводу обрання  делегатів для участі у виборах Київського митрополита священик Турчанінов заявив: «Україна—это слово ругательное, а украинський язык—галицкий жаргон, который нам навязывают».
    З проголошенням незалежності України в 1917р. освта перейшла на вивчення предметів українською мовою. Відновила свою роботу «Просвіта». В храмах проповіді, молитви і співи виконують переважно українською мовою.
    Український церковний спів вважався тоді найкращим в Європі. В дореформену епоху з 1654 по 1861 роки на Київщині більшість корінного населення стала цілком покріпаченою і неосвіченою. Причин цьому явищу було чимало. Це наслідки кріпацтва. Поміщикам було переважно всерівно–грамотними чи неосвіченими селянами збираются врожаї на їхніх нивах.Важливою проблемою була відсутність у населення бажання і стимулу навчати своїх дітей. Коли батьки місяцями безкоштовно працювали на панщині, комусь треба було доглядати домашнє господарство. Це робили діти, яким, відповідно, навчатися було ніколи. Освіта не змінювала статусу кріпака–він і надалі залишався живим товаром. Тому навіть коли знаходилися кошти, приміщення, вчитель, посібники, сільські мешканці відмовлялися віддавати дітей до школи, розглядаючи освіту лише як додаток до панщини. Від тогочасних мешканців часто можна було почути фразу, яка фігурує в документах: «Наші батьки вік без освіти прожили, то й діти проживуть». Серед селян стало обмаль таких, що вміли читати й писати. Інколи в селі єдиною письменною людиною був священик. Він передає християнство щойно народженій дитині, через нього Бог освячує подружжя. Зрештою, священик приходить і до вмираючого із словами останньої втіхи.В ті далекі часи не було засобів масової інформації, тому в кожній церкві виголошувалися укази імператорів, губернаторів, місцевої влади. Тут же розповідалося про суть державних реформ, зачитувалися нові постанови, застереження щодо насування епідемії та багато іншого. Священики виписували спеціальний часопис «Руководство для сельських пастырей», в якому було вміщено цілу енциклопедію практичних знань,необхідних у повсякденному житті. Кожен священик мав бібліотеку медичної літератури –вона безкоштовно надсилалася зі столиці –і разом з цим мав законодавчий обов’язок пояснювати прихожанам правила поведінки під час епідемій, норми санітарії та гігієни.Крім того, священик вів близько 30 видів різноманітної документації, яку зараз ведуть у сільрадах, паспортних столах, військкоматах, статистичних комітетах, РАГСах.
    Однак обов’язки священика не обмежувалися порогом церкви. Після виконання духовних обов’язків він мав завдання–слідкувати за моральністю мешканців, оскільки він був єдиний серед них, хто мав освіту, лише він міг дати їм настанови: він розмовляв зрозумілою їм мовою, щоб довести до розуміння цих простх людей свої напутні слова, бо саме на нього покладено примирення ворогів, налагодження миру в родині і селі. Повернувшись у свій дім, священик завжди був готовий піти туди, де потрібна допомога. Для священика не існувало ні відстані, ні пори року, ні дощу, ні снігу, він не гаючись ішов туди, де був потрібен.
    Храм Божий був найсвятішим місцем у селі. Він був центром духовного спілкування з Богом. До храму йдуть люди, щоб помолитися, посповідатися,попросити прощення в Бога за гріхи і розпочати нове життя
       .Перша згадка про церкву села Ситківці– Свято Покровську– датується 1740–м  роком. Вона була дерев’яна,7–го  класу, землі 35 десятин. У церкві були старі образи–Покрови Божої Матері, Святого Миколая. У вівтарі висів образ розіп’ятого Ісуса Христа. Святі Дари зберігалися у позолоченій скриньці. У церкві ще були жертовниця, чотири полотняні хоругви, образ для процесій, полотняна плащаниця, срібний позолочений келих з підставкою, звізда і ложечка, три службових дзвоники, посеред церкви красувалось підвішене залізне панікадило. В червоний оксамит і срібло були оправлені церковні книги: Євангеліє, Біблія, Апостол, Трифолой, Псалтир, Тріоді, Октоїх, Часословець, Требник, Метрична книга, Сповідний розпис, Клірова книга.
  20 жовтня 1853 року в Києво–Печерській Лаврі було куплено Біблію за 11 рублів 50 копійок сріблом. 14 листопада 1882 року було проведено огляд і складено протокол на ремонт церкви, огляд проводив архітектор Юрексон, а кошторис склав архітектор Ричаковський. На 1884 рік було зроблено запит на кредит у сумі: 3143 рублі 80 копійок,4% технічні, виділено суму кредиту 3269 карбованців 55 копійок. Була відновлена дзвіниця і новий іконостас. Будинок священика було побудовано на державні кошти. Церква розміщена за 180 верстов від консисторії міста Києва, від повітового містечка Тараща–70 верстов, від залізничної станції Оратів–25 верстов, від Свято–Миколаївської церкви Животівської єпархії–7 верстов. Ближні церкви–Свято–Михайлівська (до 1881року), а потім Свято– Успенська церква села Голодьки Тетіївської єпархії; Святого Великомученика Григорія– 5 верстов (село Осична). Церква села Ситківці мала бібліотеку –114 книг.
    В різні часи Свято– Покровську церкву очолювали: в 1749 році ієрей Самуїл, з 1754–1767рр.– ієрей Афанасій.
     З 1768–1779рр.– ієрей Федір Афанасійович Гелеюшкевич, 1756 року народження. Його дружина Ірина Іванівна 1766 року народження. Їх діти Анастасія 1785р., Ганна 1783р.
     З 1780–1786рр.– ієрей Федір Залішевський, з 1787–1800рр.–священик Скоморожинський, з 1800-1809рр.-священик Олександр Липницький.
    З 1809–1826 рр. парафію очолював Гальвановський Федір Іполитович, 1748 року народження, дружина Ірина Іванівна–1761 року народження. Дочка Федора Іполитовича по першому шлюбу–Анастасія, 1775 року народження. Діти Анастасії Федорівни Солодко – Матвій Гнатович , 1805 року народження, Панас Гнатович, 1802 року народження.
       У 1827 році в село не було призначено священика. Службу правив священик Хорожевський Павло Іванович зі Свято–Троїцької церкви села Якимівки, рукопокладений в священики 19 травня 1821 року.
      У 1828 році було призначено священика Березніцького Кирила Федоровича, 1781 року народження. Після закінчення курсів Духовної семінарії він був висвячений в сан священика. Отримавши грамоту, в 1819 році він був призначений священиком в село Боровиця Чигиринського повіту , в церкву Різдва Пресвятої Богородиці. 12 листопада 1820 року переведений у село Білозір’я Черкаського повіту в Преображенську церкву. 14 жовтня 1828 року переведений у село Ситківці Таращанського повіту, де був наставником 40 літ
    . Навчальний заклад у селі було відкрито в 1860 році, де першим учителем і наставником був Кирило Федорович. За його наставництва школа лише розпочала своє становлення як установа.  Вона не мала свого приміщення, і сільські діти навчалися в будинку , що був прибудований до оселі священика.
     У 1863 році в школі навчалося 15 хлопчиків і 8 дівчаток. За плідну педагогічну і пастирську діяльність священик був нагороджений набедреником,скуфією від імені київських митрополитів. З паломницькою місією відвідав Англію,Францію і Туреччину. Дружина Кирила Федоровича– Марія Іванівна Сальщенівська , 1801 року народження, діти: Степан 1823, Василь 1825, Іполит 1835, Марія 1840, Ганна 1832 року, Єлизавета 1836 року, Ганна 1838 року народження. За віком Кирило Іванович був звільнений з пастирської діяльності і продовжував жити в селі.
    У 1868 році парафію в селі Ситківці очолив священик Можеловський Михайло Іванович, який народився 09.09.1814 року в селі Дібрівка Таращанського повіту. Після закінчення Київського духовного училища 22 листопада 1868 року був рукопокладений в сан священика; отримавши грамоту 30 листопада 1868 року, він був направлений у село Ситківці.
     У школі за наставництва отця Михайла Івановича, а він відав школою 41 рік, постійно зростало число школярів. Станом на 1863 рік у школі налічувалося 15 хлопчиків і 8 дівчаток, а в 1870 їх було відповідно 42 та 12. Священик завідував школою та  викладав Закон Божий та інші предмети.
   Прибудова до хати виявилася занадто малою. Згодом миряни спорудили для навчання дітей окремий будинок рядом з церквою, який приймав учнів 1–4 класів до 1969 року. Під керівництвом Михайла Івановича миряни зібралися на громадський схід і постановили надавати школі щорічне асигнування, яке  постійно змінювалося. У 1868 році воно становило 40 карбованців, в 1874– 80 карбованців. Отця Михайла Івановича за плідну пастирську та педагогічну діяльність було неодноразово відзначено церковним керівництвом. Зокрема в 1872 році він був нагороджений набедреником «за доброе отношение к исполнению учительской обязанности», в 1874 році був вибраний членом благочинної ради, в 1882 році –нагороджений скуфією «за долговременное и ревностное служение Церкви Божьей и усердное прохождение возложенной на него должности наставника церковноприходской школы», в 1894 році  був обраний членом повітового будівельного комітету, в 1895 році – Наперстним хрестом «за усердное и полезное служение Церкви Божьей и делу народного образования». Наперстний хрест як нагороду було введено для білого духовенства указом імператора Павла 1–го в грудні 1797 року.
       У 1911 році було призначено нового настоятеля і педагога Гриманського Сильвестра Васильовича 21.02.1887 року народження. Освіту отримав в Київській духовній семінарії. Рукопокладений у сан священика в 1909 році. До отримання духовного сану працював учителем. Не забував він про школу і перебуваючи в сані. «Обучает детей в школе усердно»,– так характеризувало його начальство.
       З 1915 по 1918 рік парафією і школою завідував Петрушевський Меркурій Олексійович, 1850 року народження. Закінчив курси Київської духовної семінарії. Рукопокладений у священики в 1875 році і призначений у церкву Великомученика Григорія села Мартиновичі Родомиського повіту. В 1880 році переведений у село Полонисте Уманського повіту,в Успенську церкву. В 1882 році призначений священиком села Паланка Уманського повіту, в Миколаївську церкву. 1904 року за власним бажанням був переведений в  Троїцьку церкву  села Рубанка (Рубаний Міст) Уманського повіту. В село Ситківці–в Свято–Покровську церкву Меркурій Олексійович був призначений 1915 року. Отця Меркурія за плідну педагогічну і пастирську діяльність було нагороджено Наперстним хрестом. «Он поучает своїх прихожан в церкви и законоучительствует в школе»,–так характеризувало його вище духовенство. Під час наставництва отця Меркурія матеріальна база приходу зросла, школу почали фінансувати із державної казни і самі парафіяни. Останнім дореволюційним наставником парафіян і школи був священик  Липинський Василь.
     Поряд із священиками здобували собі нелегкий хліб і причетники–дяки, псаломники, паламарі. У княжу добу дяки входили до категорії «церковних людей», підлягали церковним судам і спочатку утримувалися на кошти церковної громади. Становище дяка визначало місцеве звичаєве право, залежно від єпархії і навіть парафії, причому дяк був у більшій мірі залежним від громади, ніж священик. Здібніших із дяків іноді висвячували в диякони і священики. Це явище було досить поширене в час, коли підупала духовна освіта. В сучасній православній церкві України термін «дяк» не використовується.
               У храмі села Ситківці в різні часи трудилися диякони:
      В 1789-1799рр. Галишкевський Федот Аврамович 1766 року народження. Його дружина Параска Іванівна 1771 року народження. Їх діти Максим 1785р., Параска 1786р., Фросина 1790р., Домка 1795р.народження.
     В 1800–1819рр.–Рудніковський Тимофій Ісакович, 1768 року народження, вдівець, виховував двох синів: Власа –1794 року народження і Семена–1802 року;
     В 1819 на заміну Рудніковському призначають Павловського Сидора Петровича, 1768 року народження.
      З 1830 по 1841 роки в церкві дияконом працює Березницький Олексій Кирилович, 1810 року народження, сан дяка отримав у Духовному училищі в 1834 році з грамотою №1834.
     З 1842 по 1851 рік дияконом працює Бутковський Онуфрій Лук’янович.
    В 1852–1854рр.на дияконській ниві працює Лащовський Яків Данилович, 1825 року народження.
    В 1854 році в церкву призначають дияконом Атаназовського Григорія Микитовича, який закінчив Київське повітове училище і був направлений в Дмитріївську церкву села Фронтівка Липовецького повіту. В 1849 році переведений у церкву Івана Богослова села Горошків Таращанського повіту,в 1854 році– в село Ситківці.
     В 1857 році дияконом призначають Павловського Якова Михайловича, 1828 року народження. Закінчив Київське–Подольське училище в 1853році; отримавши грамоту №87, був направлений в село Заборе  Київського повіту,в Миколаївську церкву. 22 липня 1857 року переведений в село Ситківці.
     З 1862 року дияконом служить Пашковський Яків Миколайович,1833 року народження.Закінчив Київське–Подольське духовне училище і отримав атестат і грамоту. 15 жовтня 1853 року він був призначений дияконом в село Зикрачі Київського повіту.А з 26 квітня 1862 року служить у Ситковецькій церкві.  «За особые труды, усердие и ревность в деле благоустройства церковноприходской школы» йому була об’явлена подяка від Тетіївського благочинного отця Михайла (Миколаївська церква).
      В 1885 році призначають дияконом Маналовського Івана Миколайовича, який закінчив Київське повітове училище в 1832 році.Численні обов’язки в парафії та школі не завадили стати йому ще й щасливим батьком–він з дружиною Юстиною Іванівною, 1833 року народження, виховували  восьмеро дітей: Захар–1857р.н., Форіктан–1863р.н., Іван–1865р.н., Мотрона–1853р.н., Юстина–1855р.н., Антоніна–1867р.н., Винна–1871р.н. Сини стали священиками і продовжили пастирську та освітню діяльність свого батька.
     У 1896 році дияконом стає Захаревський Олексій Мусійович, який з малих літ пізнав Божу службу в свого батька в місті Плисків у церкві Святої Параскеви; в церковно–приходській школі навчався добре, отримав грамоту. В 1889–1892рр.вчителював у своєму місті. В 1893році на курсах в м. Києві отримав свідоцтво з відзнакою, з 9 травня 1896 року працював у селі Ситківці як диякон і вчитель.
     У 1904 році на службу в церкву призначають диякона Кондрацького Степана Яковича 27.07.1871 року народження,сина священика села Ріжки Таращанського повіту Якова Целитиловича Кондрацького. Після закінчення курсів Київської духовної семінарії Степан був направлений у село Ріжки в церкву святого Апостола і Євангелиста Луки в 1897 році. В 1900–1903рр. служив у селі Капустинці Сквирського повіту. Дружина –Дарка Олександрівна Барковська, 05.07.1875 року народження, дочка почесного громадянина села Карабачин Родомисльського повіту Олександра Барковського. Діти: Василь 26.02.1902 року народження, учився в Уманському духовному училищі, Євдокія 04.08. 1904 року народження, Ольга 08. 07. 1907 року народження, Марія 07.01.1908 року народження. Батько Степана, Яків Кондрацький був переведений з села Ріжки в Зарічанську церкву святої Марії Магдалини м.Біла Церква і мав  чималий авторитет серед місцевого населення. З характеристики священика Якова: «поведения весьма доброго, в должности весьма исправен, в Богослужении благоговеен; прихожанам произносит поучення по печатным книгам». Досить довго церковне керівництво характеризувало його як «способного к исполнению христианских потреб».
       Брат Якова, Іван, служив священиком у храмі Святих Петра і Павла в селі Мала Михайлівка Сквирського повіту. Степан Якович завідував навчально-виховним процесом у школі та викладав Закон Божий, читання, письмо, арифметику. 32 роки віддав служінню диякон Кондрацький церкві, школі і прихожанам села, був вельми активним учасником навчально-виховного процесу. Похований Степан Якович біля церкви в селі Ситківці. Могилу доглядає його внучка Чемерик (Гаряча) Надія Давидівна.
       Разом із священиком і дияконом в церкві трудився і староста, якого вибирали прихожани села. Обов’язками старости були: забезпечення церкви свічками, збереження церковних грошей, пізніше староста займався ремонтом церкви, збором пожертв. В обов’язки старости входило зустрічати прихожан, які перший раз переступили поріг храму. Посада старости була виборною на три роки. Ця посада була заснована Петром І 1817 року спершу для продажу свічок, а пізніше коло обов’язків було розширене.
        Старостами церкви села Ситківці працювали: в 1850 р. — Вовк Макар Андрійович, в 1858 р. — Скочик Євстафій Григорович, в 1860 р. — Романець Кузьма Платонович, в 1861 р. — Ковбишко Давид Іванович, в 1865 р. — Глатиков Кузьма Якович, в 1868 р. — Колеснік Давид Степанович, в 1875 р. — Щербюк Давид Корнійович, в 1878 році Ковбишко Хома Гаврилович, в 1884 р. — Мартинюк Степан Кіндрато- 247 вич, в 1886 р. — Мельник Яків Прокопович, в 1888 р. — Ковальчук Семен Іванович, в 1900 р. — Вовк Прокло Антонович, в 1905 р. — Скочик Юстим Антонович, в 1911 р. — Ковальчук Сергій Прокопович, в 1916 р. — Соколік Федір Степанович. Усі старости свої обов’язки виконували добросовісно.
       Поряд із священиком, дияконом і старостою церкви трудилася і проскурниця Гаряча (Ковальчук) Євстафія Прокопівна. В обов’язки проскурниці входило: випікання і продаж проскурок і свічок, приймання записок від прихожан “За здоров’я” і “За упокій”. Вона працювала проскурницею з 1909 року. Після жовтневого перевороту виконувала й обов’язки старости церкви до 1931 року.
    27.02. 1932 року з ініціативи сільських активістів Столярчука І., Уманця А., Руденкова Г. були проведені колгоспні збори. На них  розглядалися питання: 1) організація дитячих ясел на період весняно-осінних робіт у полі; 2) засудження дій окремих колгоспників; 3) реалізація позики. Колгоспники вирішили в приміщенні церкви організувати дитячі ясла і хату-читальню. У 1932 році в дитячих яслах було 130 дітей, а в наступному 1933 вже  нікому було відвідувати. 
      У 1934 році голова сільської Ради Шинкарук П. К. подав заяву до Тетіївського районного виконавчого комітету з проханням на дозвіл закрити й розібрати церкву, а будівельні матеріали з неї використати для завершення будівництва школи. Але за 194 роки існування церкви матеріал став непридатний для дальшого використання. Так перестала існувати церква через низьку свідомість цієї людини. Дізнавшись про його наміри, Євстафія Прокопівна таємно в нічний час разом із синами Терешком і Денисом винесли церковні книги до своєї оселі, де їх зв’язали в рядна і забили в ящики, які закопали в садку. А Біблію й чашу сховали в стіні під піччю: в штандарах зробили нішу, заклали туди Біблію й чашу і побілили. Тільки в 50–х роках вони відкопали ящики з церковними книгами, але природа зробила свою справу (целофану не було в той час). А Біблія і чаша залишилися в доброму стані і зберігаються в онука Євстафії Прокопівни Гарячого Леоніда Денисовича. При церкві був хор, в якому брали участь Мартинюк (Гаряча) Марія Іванівна, Кондрацька (Барковська) Дарка Олександрівна, Башук Софія Омелянівна, Гаряча Настя Олексіївна, Ковальчук Сергій Прокопович.
         Мартинюк (Гаряча) Марія Іванівна довгий час уже в часи комуністичного режиму ходила і читала Псалтир над покійниками. Він був придбаний в Києво-Печерській лаврі в 1854 році за 12 карбованців і 50 копійок (сріблом). Коли Марія Іванівна вже була не в силі ходити читати Псалтир, вона його передала своєму похреснику Ковальчуку Івану Мусійовичу. Зараз Псалтир реставрований і находиться в Ковальчука Василя Івановича.
                                                    Храмові свята
                                                       Свято — це духовна подія в земному існуванні  
                                                           людини. Будні існують для потреб тіла,
                                                              свято — для потреб Душі.
                                                                          Митрополит Ананій
                                                                                                                                                                                                На храмове свято, залежно від значення святого і самої церкви, з’їздилися багато вірних із сусідніх і навіть далеких сіл. Уцей день вірні сповідалися і причащалися, а після богослужіння відбувався спільний обід, на якому один одного частували, вели веселі розмови.
        “Вся околица приходила в этот день в движение, всё званное и незванное ехало и шло на храм, у каждого хозяина в приходе были гости. К Литургии съезжались соседние и дальние священники, дьячки и поддьячии. Невдалеке от церкви, на открытом воздухе, в целом ряде вкопанных в землю печей первые хозяйки в приходе готовили громадский обед. Расставлялись столы, со всех хат сносились миски, ложки и тотчас после Литургии за столы садились священники, дьячки, почётные хозяева, свои и приезжие, прочие группами располагались на траве — громада часто принимала всех своих гостей. Во время обеда духовенство часто вставало со своих мест, за ним и вся громада и пели то Тропаръ храмовому празднику, то “Упокой, Спасе наш, с праведными”– в память умерших на приходе”,– так описували тогочасні храмові свята мемуаристи. Потім гостей запрошували додому, і під час застілля не стихали церковні піснеспіви. Під час храмових свят жертовність вірних була велика, з одержаних пожертв будували церкви, школи, шпиталі та друкарні.
        Найбільше храмових свят припадає на осінній період, коли урожай зібрано та й постові обмеження не заважають відзначати свято вповні. Найпоширенішими храмовими святами на Київщині і Тетіївщині було торжество на честь Першої і Другої Пречистої, Покрови Пресвятої Богородиці, Дмитра, Миколая, Михайла.
        Найпоширенішим храмовим святом було торжество на честь Покрови Пресвятої Богородиці. Свято Покрови (14 жовтня) дуже шановане, воно ввібрало традиційне вшанування жінки, матері, жіночого начала загалом, Богородиці, Землі-Матері. Особливим було ставлення до цього свята українського козацтва, воїнів УПА.
       Останні події початку 2014-го року і неоголошена війна Російської Федерації проти України змусили переглянути багато поглядів українського суспільства. Відповідно до Указу Президента України, з метою вшанування мужності і героїзму захисників незалежності і територіальної цілісності України, військових традицій та перемог українського народу, сприяння подальшому зміцненю патріотичного духу встановлено нове свято — День захисника України.
          На початку 19-го століття зі 100 церков Таращанського повіту 20 були Покровськими, 19—Михайлівськими, 10—Миколаївськими і Різдва Богородиці, 5 — Дмитріївськими і Троїцькими.
          Віра в Бога та ревність до Його земного храму, турбота про життя Душ у вічності — ось чим жили й про що дбали наші предки.  Золото і срібло, оксамит, парча прикрашали храм. Так дбали про свою святиню наші предки, відтак — і про свою Душу.
28 липня 1914 року  по 11 листопада 1918 року тривала Перша світова війна в якій брали участь 38 держав. З села були мобілізовані і брали участь у цій війні в рвзних полках такі чоловіки: Мартинюк Федір Семенович-277-й Переяславський піхотний полк, Мартинюк Андрій Юхимович-148-й Воронезький піхотний полк, Ковальчук Євгеній Микитович, унтер-офійер -133-й Сімферопольський піхотний полк, Уманець Андрій Дорофійович-241-й Седлецький піхотний полк, Мельник Іван Дмитрович-175-й Батуринський піхотний полк, Мельник Мамонт Григорович-174-й Красноярський піхотний полк, Горячий Сава Гордійович-125-й урський піхотний полк, Горячий Терентій Гордійович-Переволочинський піхотний полк,  Горячий Софон Гордійович-22-а артилерійська бригада, Линичук Євтихій Семенович-13-й Архангельський піхотний полк, Назарчук Гордій Єрофеєвич-74-й Ставропольський піхотний полк, Назарчук Федір Дорофійович унтер-офіцер -432-й Валдайський піхотний полк, Назарчук Сидір Андрійович-14-й гренадерський Грузинський полк, Кравчук Кирило Омелянович-5-й Заамурський пограничний полк, Столярчук Іван Мефодійович-122-й Тамбовський піхотний полк, Гоменюк Павло Олексійович-10-й стрілецький полк, Джумик Григорій Васильович молодший унтер-офіцер -14-а Армія, Гаврищук Євтихій Якович-129-й Бесарабський піхотний полк, Гаврищук Іван Юхимович-201-й Потіївський піхотний полк, Бабак Юхим Якович-76-й Кубанський полк, Бордюк Євстраній Корнійович-170-й Молодеченський піхотний полк, Власюк Гордій Лаврентійович-122-й Тамбовський піхотний полк, Бомба Іван Федорович-128-й Старооскольський піхотний полк, Колеснік Іван Іполітович-170-й Молодеченський полк, Яровий Дмитро Юхимович-49-й Брестський піхотний полк, Макарчук Терентій Іванович-5-й Заамурський піхотний полк, Ковальчук Андрій Васильович-46-й Дніпровський піхотний полк, Ковальчук Микола Микитович-203-й Сухумський піхотний полк, Бондар Іван Михайлович-63-й Уелицький піхотний полк, Джумик Филимон Євгенійович-17-й Фінляндський піхотний полк, Ковальчук Каленик Аврамович-203-й Сухумський піхотний полк, Ковальчук Петро Іванович-65-й Московський піхотний полк, Ковальчук Василь Ількович-403-й Вольський піхотний полк, Ковальчук Юхим Васильович-5-й Заамурський полк, Горячий Іван Кіндратович-75-й Севастопольський піхотний полк, Скорук Максим Михайлович-4-й Сибірський піхотний полк, Горбатюк Профило Гаврилович-295-й Свірський піхотний полк, Паламарчук Авааков Іванович-122-й Тамбовський піхотний полк, Паламарчук Віктор Михайлович-129-й Бесарабський піхотний полк, Паламарчук Євдоким Іванович-5-а авіаційна рота, Паламарчук Лука Іванович-14-й гренадерський Грузинський полк, Мартинюк Василь Іванович-408-й Даниловський піхотний полк, Назарчук Терентій Єремійович-122-й Тамбовський піхотний полк, Лесик Петро Терентійович-128-й Старооскольський піхотний полк, Гаврищук Дорофій Якович-89-й Біломорський піхотний полк, Гаврищук Яків Пилипович-25-й дорожний полк, Дацюк Данило Євтухович-147-й Самарський піхотний полк, Щербюк Ананій Зіновєвич-73-й Кримський піхотний полк, Дацюк Сидір Омелянович-10-й особливий піхотний полк, Стадник Марк Петрович-41-й Селенгінський піхотний полк, Щербюк Юхим Михайлович-124-й Воронежський піхотний полк, Ковальчук Микола Микитович-203-й Сухумський піхотний полк, Захарчук Михайло Фомич-128-й Старооскольський піхотний полк, Захарчук Микола Фомич-86-й Сибірський піхотний полк, Яровий Давид Федорович-29-й Чернігівський піхотний полк, Яровий Капітон Олексійович-76-й Кубанський полк, Мельник Зіновій Іванович-306-й запасний шпиталь, Мельник Кирило Каленикович-325-й Царевський піхотний полк, Климчук Никифір Іванович-64-а артилерійська бригада, Мельник Герасим Кононович-409-й Новокоперський піхотний полк, Антонюк Кузьма Іванович-57-й Модлінський піхотний полк, Антонюк Корній Федорович-129-й Бесарабський піхотний полк, Мельник Федір Якович=34-й Севський піхотний полк, Швець Пилип Павлович-129-й Бесарабський піхотний полк, Швець Антон Михайлович-175-й Батуринський піхотний полк, Заєць Платон Герасимович-310-й Шацький піхотний полк, Швець Володимир Романович-191-й Ларо-Качульський піхотний полк, Шарга Іван Кіндратович-47-й Український піхотний полк, Черниш Денис Омелянович-118-й Шуйський піхотний полк, Закревський Микола Данилович-17-й Архангелоградський піхотний полк, Хомюк Олександр Васильович-96-й Омський піхотний полк, Уманець Григорій Минович-277-й Переяславський піхотний полк, Уманець Павло Григорович-122-Тамбовський піхотний полк, Ковальчук Юхим Васильович-5-й Заамурський пограничний полк, Ростовецький Йосип Андрійович-100-а артилерійська бригада, Баранський Євдоким Іванович-202-й Горійський піхотний полк, Поліщук Онуфрій Никифорович-34-й Севський піхотний полк, Бордюк Євстафій Корнійович--170-й Молодеченський піхотний полк, Муляр Афанасій Григорович--124=й Воронезький піхотний полк, Гайда Михайло Тарасович--122-й Тамбовський піхотний полк, Іщенко Яків Михайлович-- 274-й Ізюмський піхотний полк, Гнатенко Денис Федоровия--34-й Севський піхотний полк, Яцюк Матвій Харитонович--123-й Козловський піхотний полк.
У липні 1919 року кат України Ленін видає драконівський наказ: " Войськам Кавкфронта идти пешком через всю Украину, собирать продовольствия, разоружения крестян -богатиев, полний сбор оружия. Весною 1920 року сили будьоновської армії рухалися з Жашкова на Животів, ситківчани перегородили каленівську греблю боронами, плугами, драпаками, колодами; взявши в руки зброю, вила, коси, вийшли боронити село від більшовицької навали. В нерівному бою загинули: Лесик С. К.. Мартинюк І. А., Вовк С. П., Матвійчук Є. Г., Черватюк І. А., Уманець Г. П.. Кравчук О. С., Уманець М. П., Уманець П. П., Скочик О. П., Вовк С. А., Черватюк Л. К., Скочик К. З., Кравчук М. О.,
В 1929році в селі Ситківці було організовано два колгоспи: «Нове життя» та імені Сталіна. Головою колгоспу «Нове життя» було обрано Горбатюка Сидора Тодотковича, учасника Першої світової і громадянської війни. Головою колгоспу імені Сталіна було обрано Ковальчука Мусія Сергійовича як доброго господаря в минулому. Все своє господарство він передав у колгосппісля до того, як було заведено кримінальну справу на нього як на злісного куркуля. Головами колгоспу працювали Кравчук Павло Йосипович, Щербюк Кіндрат Дмитрович, Яровий Кирило Капітонович який передав справи новоствореному колгоспу імені Будьоного села Голодьки в 1951 році.
Жертвами комуністичного терору в селі Ситківці стали 741 особа. В родині Мартинюка Івана Євсійовича і Мартинюк (Уманець) Оляни Павлівни померли сам господар та діти Євдокія, Іван, Федір, Микита Корній, Лікандр
Репресовані комуністичним режимом у 1937 році. Загоруйко А. Л., Ковальчук П. І., Горбатюк Є. М., Лебідь Н. Ф., Ковальчук С. Ф., Поліщук М. І., Гаряий Д. Г., Бондаренко Д. М., Щербюк Х. З..
Їз села Ситківці до Німеччини були вивезені: Мартнюк Є. І., Ковальчук С. М., Власюк М. Г., Власюк М. М., Мельник П. І., Уманець М. Г., Заєць Г. П., Заєць П. П., Мартинюк Ф. М., Гоменюк Т. Г., Гаврищук М. Д., Назарчук Ф. Г., Столярчук Т. І., Краснюк І. Ю., Ступник М. М., Щербюк Н. В., Колеснік Н. Д., Соколік Є. Ф., Щербюк С. Д., Щербюк М. К., Зінич М. Ф., Уманець О. А., Вовк О.М., Мазуркевич Ю. І., Башук І. Ю., Ростовецька Б. Ф., Уманець Г. І., Джумик К. С., Столярчук Ф. І., Уманець О. І., Уманець В. І., Горшко Д. І., Романовська Ф. І., Колеснік М. К., Колеснік В. М., Колеснік М. М., Колеснік М. М., Слободяник М. І., Гаврищук Г. С., Гоменюк О. В., Гулько М. П., Гаврищук П. І., Столярчук Д. С., Ковальчук Ю. О., Уманець І. І., Кокойда А. В., Присмицька М. М., Власюк О. Г., Столярчук П. І., Ващук Й. Т., Тимошко М. С., Остапюк К. С., Мартинюк А. С., Линичук О. С.
9 травня 1945 року закінчилася Друга світова війна, і до своїх домівок, рідних і близьких повернулися: Антонець П, Є., Бондаренко П. А.,, Братмаєв М. М.,, Василенко І. Ю.,, Власюк К. К.,,Власюк М. Л., Вовк О. М., Вовк О. Д., Вовк О. М., Вовк П. П., Гавгищук І. О., Гайдайчук К. П., Гамузінський Д. С., Гарячий Д. Г., Гарячиу К. Т., Гарячий П. П., Гарячий Ф. С., ГнатенкоІ. П., Гнатенко О. П., Горбатюк С. Т., Гулько О. В., Гулько П. В., Гуменюк С. Г., Джумик К, Д., Джумик М. Й., Загоруйко Д. Я., Загоруйко І. Д., Заєць І. Ю., Загоруйко Ю. П., Захарчук В. К., Захарчук М. Т., Захарчук Я. І., Камінський Д. К., Качківський С. К., Ковальчук А. І., Ковальчук І. М., Ковальчук М. Г., Ковальчук М. І., Ковальчук С. І., Кокойда Ф. В., Колеснік І. С., Колеснік М. Д., Колісник М. Є., Колеснік П. М., Кравчук І. Я., Кравчук М. Є., Кравчук П. Я., Краснюк Г. М., Краснюк Ю. І., Лесик П. С., Линичук Г. К., Линичук Д. Л., Линичук І. Й., Линичук І. Л., Линичук Н. А.., Лукашенко А. О., Мазурака В. М., Макарчук С. М., Мартинюк В. А., Мартинюк І. А., Мартинюк П. А., Мартинюк Ф. А., Мартинюк Ф. С., Матвійчук В. С., Миронюк В. І., Миронюк С. М., Мартинюк В.М.,Назачук А. М., Назарчук Г. Т., Насарчук М. С., Підсудок В. Н., Ростовецький Н. П., Скорук В. Г., Скорук І. Д., Скорук П. М., Скорук П. М., Скочик В. В., Скочик В. К., Скочик М. П., Соколік Г. Т., Соколік Ф. Т., Столярчук М. С., Столярчук М. М., Уманець А. Д., Уманець В. Д., Уманець ГюЯ., Файдюк П. Я., Файдюк С. С., Чкмкрик В. М., Чемерик І. Ф., Чемерик Л. Ю., Чемерик П. М., Чемерик Р. І., Чемерик Ф. Н., Черватюк В. Ю., Черватюк Л. Ю. Черватюк С. С., Шевченко О. С., Широкопояс М. П., Щербюк І.Д, Щербюк К. Д., Щербюк Я. Я., Щербюк-Скочик П. Д., Яровий К. К.
Не повернулися з фронтів Другої світової війни до своїх домівок: Бабак А. П., Башук Ю. Ф., Власюк В. Г., Власюк Ф. Г., Вовк І. Ф., Вовк П. П., Гаврищук С. П., Гаврищук Т. П., Гаврищук Ф. І., Гаврищук Ф. П., Гарячий Д. Т., Гарячий Л. Т., Гарячий Т. Т., Гарячий Я. Т., Грек Ф. Л., Джумик Т. В., Дишкант І. Ф., Драч А. С., Загоруйко І. Т., Загоруйко М. Т., Загоруйко Ф. С., Заєць М. Р., Камінський Ф. К., Касянчук Г. Т., Кобилос А. В., Ковальчук О. Г., Ковальчук М. М., Колеснік І. К., Колеснік П. М., Колеснік П. С., Кравчук Г. М., Кравчук І. М., Лесик І. С., Линичук С. Л., Луговський Я. І., Мартинюк А. С., Мартинюк Г. С., Мартинюк Д. А., Мартинюк Є. А., Мартинюк К. С., Мартинюк Л. А., Мартинюк Ф. А., Матвійчук М. Л.. Мельник М. П., Мельник Ф. І., Миронюк С. М., Назарчук А. М., Назарчук А. М., Назарчук Г. О., Назарчук М. Г.. Назарчук Ф. Т., Носенко П. П., Олійник М. Д., Паламарчук І. К., Паламарчук І. М., Паламарчук П. К., Пацелюк С. С., Приймак А. А., Птах Ф. Я., Скорук Д. М., Скорук М. Г., Скорук П. М., Скочик І. Т., Скочик М. І., Скочик Т. І., Скочик Т. Ф., Скочик Ф. С., Столярчук Ф. І., Уманець В. Я., Уманець В. Д., Уманець О. П., Чемерик Л. М., Щербюк М. Д., Щербюк П. В., Щербюк П. Д., Щербюк П. Д., Щербюк Ф. Д., Щербюк Х. Й., Щербюк Я. Д., Яровий І. К., Яровий М. Т., Яровий М. К.
Учасники ліквідації аварії на ЧАЕС Ковальчук В. І., Вовк М. Ф., Мартинюк М. Ф., Макарчук А. С., Чемерик В. Р., Колесник В. М.
1918 року в селі Ситківці проживало зокрема 32 сім'ї Мартинюків та 28 сімей Ковальчуків, 18 сімей Уманців.
13 серпня 1929 року в селі Ситківці народився Кравчук Микола Іванович. Почав писати з дитинства. Спочатку були вірші, потім оповідання та повісті. Микола Іванович у 1983 році був удостоєний премії імені Ю.Яновського. За 2001 рік став першим лауреатом Київської обласної літературної премії імені Г.Косинки.